# Albert Küchler

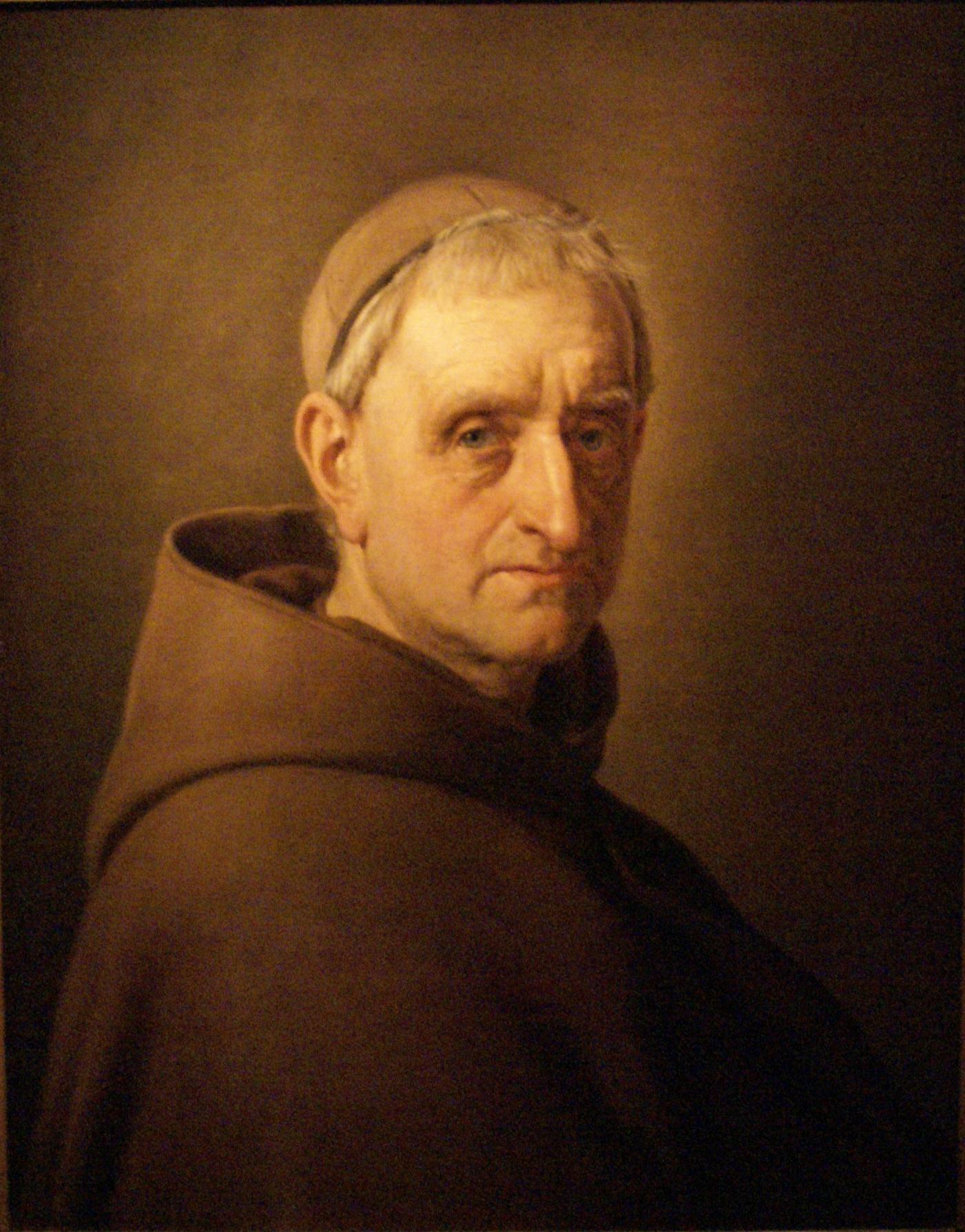
Albert Küchler, porträtt av Jørgen Roed.

Albert Küchler, född den 2 maj 1803 i Köpenhamn, död den 16 februari 1886 i Rom, var en dansk målare.
Küchler genomgick konstakademien och vann framgång genom små humoristiska genrebilder, Amagerflicka i ateljén (1828, Konstmuseet), Borgare på exercisplatsen efter slutad övning (1830) med flera. Sedan han förvärvat den stora guldmedaljen för Jesus botar sjuka 1829, erhöll han resestipendium och reste 1830 över München till Italien. 
I Rom målade han genremotiv: En bondefamilj köper en abbotshatt åt sin lille son (Thorvaldsens museum), En flicka kläds till brud (Konstmuseet), Familjeliv vid Nemisjön (Glyptoteket), men även Correggios död (1834, Thorvaldsens museum) och bibliska ämnen: Jesus i örtagården, Josef berättar sina drömmar, Marie bebådelse och Jesu uppståndelse. 
Hans glada lynne gav så småningom vika för en vek, sentimental stämning, vilken gick i alltmer religiös riktning. Han övergick till katolicismen 1844 och blev munk 1851. Han sändes till en början till Prudnik, men fick 1855 sitt hemvist i Rom, i Bonaventuras kloster på Palatinen, där han var sysselsatt med att för dettas räkning utföra och kopiera kyrkliga målningar. 
Han uppehöll dock fortfarande förbindelsen med Danmark. Efter klostrets stängning 1866 fick han tillstånd att bo kvar där och levde sedan på en liten pension från italienska regeringen och en annan från Köpenhamn. År 1877 blev han ledamot av Konstakademien där. är representerad vid bland annat Nationalmuseum i Stockholm.